# Clinocera nigriscutata
Clinocera nigriscutata är en tvåvingeart som beskrevs av Sinclair 2008. Clinocera nigriscutata ingår i släktet Clinocera och familjen dansflugor.
Artens utbredningsområde är Costa Rica. Inga underarter finns listade i Catalogue of Life.